# Christian Friedrich Illgen
Christian Friedrich Illgen (* 16. September 1785 oder 16. September 1786 in Chemnitz; † 4. Dezember 1844 oder 4. August 1844 in Leipzig) war ein deutscher evangelischer Geistlicher und Hochschullehrer.

## Leben

### Familie
Christian Friedrich Illgen war der Sohn des Strumpfwarenfabrikanten Christian Gottfried Illgen (* 3. März 1748 in Chemnitz; † 21. November 1829 ebenda) und dessen Ehefrau Johanne Christiana (geb. Schönherrin) (* 29. Mai 1756 in Scharfenstein; † 4. Januar 1822 in Chemnitz).
Er heiratete am 24. April 1828 in Altenburg Isabella Angelica, die Tochter des Konsistorialvizepräsidenten und Geheimrat Johann Bernhard Christoph Eichmann; sie hatten eine gemeinsame Tochter (* 20. August 1831).

### Ausbildung
Christian Friedrich Illgen kam 1793 in das Lyzeum in Chemnitz, seine dortigen Lehrer waren unter anderem Johann Gottlieb Lessing und Johann Gottfried Rothe (1769–1846); dazu erhielt er 1803 Privatunterricht bei Johann Gottlieb Kreyßig. Wegen der beschränkten Vermögensverhältnisse seines Vaters, gab er Unterrichtsstunden in Musik und verdiente sich so einen Teil seines Unterhaltes. Aufgrund der finanziellen Situation seines Vaters, der bereits den älteren Bruder an der Universität Leipzig unterstützte, erschien es zweifelhaft, ob Christian Friedrich Illgen das angestrebte Theologiestudium aufnehmen könne; sein Bruder verstarb am 17. September 1807 an einem Nervenfieber in seinen Armen.
Zu dieser Zeit bereiste der Oberhofprediger Franz Volkmar Reinhard gemeinsam mit seiner Ehefrau das Erzgebirge und verunglückte in der Nähe von Chemnitz und wurde beim Superintendenten Gottlieb Merkel (1734–1807) untergebracht. Christian Friedrich Illgen bat daraufhin den ihm bekannten Superintendenten, sich für ihn beim Oberhofprediger zu verwenden, um ein kurfürstliches Stipendium zu erhalten. Mit dieser Unterstützung, sowie einem Platz im Konviktorium, erhielt er von seinem Vater die Erlaubnis zum Studium und immatrikulierte sich an der Universität Leipzig zu einem Theologiestudium.
Er hörte, unter dem Rektorat von Christian Daniel Beck, Vorlesungen bei Karl August Gottlieb Keil, Johann August Wolf (1750–1809), Johann August Heinrich Tittmann, Christian Daniel Beck, Meißner, Gottfried Hermann, Heinrich August Schott, Gottfried Heinrich Schäfer, Ernst Platner, Karl Adolph Caesar, Johann Georg Christian Höpfner (1765–1827), Moritz von Prasse, Heinrich August Kerndörffer und Christian Friedrich Schwägrichen. Unter der Leitung von Johann David Goldhorn machte er seine praktischen Studien in dessen homiliteschen Verein. 1806 hielt er vor der Gemeinde Gerichshain seine erste Predigt und 1808 bestand er in Dresden das Kandidatenexamen. 1809 promovierte er zum Magister.
1813 erhielt er das theologische Baccalauréat.

### Werdegang
Um seinen Unterhalt zu bestreiten, nahm er eine Religionslehrerstelle an dem von Ernst Tillich gegründeten Privatinstitut für Erziehung und Unterricht von Knaben an und im Januar 1814 übertrug ihm Madame Heinze die Oberaufsicht über ihre Mädchenanstalt.
Am 19. Februar 1814 habilitierte er mit der Verteidigung seiner Dissertation Vita Laelii Socini an der Universität als Privatdozent und hielt Vorlesungen über Kirchen- und Dogmengeschichte und über Patristik; in dieser Zeit schloss er Freundschaft mit August Hahn, dem späteren Generalsuperintendenten Schlesiens. 1817 wurde er Nachmittagsprediger in der wieder hergestellten Universitätskirche Paulinerkirche, die seit 1813 als Lazarett genutzt worden war.
Er wurde 1818 außerordentlicher Professor der Philosophie und 1823 erfolgte seine Ernennung zum außerordentlichen Professor der Theologie; im gleichen Jahr wurde er Kurator in der Universitätsbibliothek, gab das Amt allerdings im September des darauffolgenden Jahres wieder ab. Im Juli 1825 erhielt er das königliche Reskript, das seine Ernennung zum vierten ordentlichen Professor der Theologie bestätigte. Am 20. April 1826 wurde er als Mitglied des Collegium professorum antiquae fundationis in den akademischen Senat aufgenommen und durch den damaligen Rektor Christian Ernst Weiße eingeführt.
Nach dem Tod von Tschirner rückte er 1827 in die dritte theologische Professur ein und wurde am 30. April 1827 zum Kanonikus in Zeitz gewählt, worauf er nach dem Tod des Prälaten Johann August Heinrich Tittmann im Juli 1832 in die zweite theologische Professur nachrückte.
In den Jahren 1830–1831; 1833–1834; 1837–1838 und 1841–1842 war er Dekan der Theologischen Fakultät der Universität Leipzig.
Am 20. Dezember 1832 wurde er noch im Domkapitel Meißen zum Domherrn befördert.
Er pflegte Freundschaften zu Ludwig Dankegott Cramer, Johann Gottlieb Lehmann und Friedrich August Wilhelm Spohn.
Zu seinen Studenten gehörten unter anderem Heinrich Julius Kämmel, und Ludwig Friedrich Otto Baumgarten-Crusius.

### Schriftstellerisches Wirken
Christian Friedrich Illgen widmete sich der historischen Theologie, hat aber keine umfangreiche Schrift herausgegeben, sondern nur kleinere Arbeiten. In weiteren Schriften beleuchtete er in vier Bänden von 1829 bis 1830 die Geschichte der beiden Katechismen von Martin Luther sowie 1836 die Geschichte des von August Hermann Francke gestifteten Collegium philobiblicum, ein damaliger Verein von Magistern zur regelmäßigen Übung in der damals in hohem Grade auf den Universitäten vernachlässigten Exegese sowohl des Alten als auch des Neuen Testaments.
In Glaubenssachen war er ein rationaler Supernaturalist; dieser Standpunkt trat 1823 in seiner Predigtsammlung Die Verklärung des irdischen Lebens durch das Evangelium hervor.
In den Berichten des Königlich Sächsischen Vereins zur Erforschung vaterländischer Sprache und Alterthümer zu Leipzig finden sich Abhandlungen von Christian Friedrich Illgen über die deutsche Sprache.

### Historisch-Theologische Gesellschaft
Als Christian Friedrich Illgen 1814 habilitierte entwarf er den Plan zu einer Historisch-Theologischen Gesellschaft, die er am 19. November 1814 mit zwei Leipziger Studierenden eröffnete, und die unter seiner Leitung allmählich wuchs, sodass sie nach 25 Jahren 104 aktive Mitglieder zählte; im April 1830 erfolgte durch die sächsische Regierung die Anerkennung als eine öffentliche Gesellschaft.
Die Arbeiten der Gesellschaft veröffentlichte er anfangs in den Jahren 1817, 1819 und 1824 in Denkschriften und seit 1832 gab er die Zeitschrift für die historische Theologie heraus, von der, bis zu ihrer Schließung am 4. Juni 1875, 45 Bände erschienen sind; nach seinem Tod war die Zeitschrift von Wilhelm Niedner und seit 1866 Karl Friedrich August Kahnis weitergeführt worden.

## Mitgliedschaften
- 1808 trat Christian Friedrich Illgen in die Philologische Gesellschaft zu Leipzig ein; 1814 wurde er dort zum Ehrenmitglied ernannt.
- 1809 wurde er Mitglied in dem von August Hermann Francke 1686 gegründeten und damals von Karl August Gottlieb Keil geleitete Philobiblicum; dort blieb er Mitglied bis 1817.
- Im September 1825 wurde er vom Königlich Sächsischen Verein zur Erforschung vaterländischer Sprache und Alterthümer zu Leipzig[7] zu ihrem Mitglied ernannt: am 23. März 1840 erfolgte seine Aufnahme als Ehrenmitglied.
- Er war seit 1833 ordentliches Mitglied der Königlichen Gesellschaft zur Erforschung nordischer Alterthümer zu Kopenhagen.
- Er wurde im September 1836 Mitglied der Haager Gesellschaft pro vindicanda religione christiana, die Preisaufgaben über Fragen der Religionswissenschaft, der christlichen Theologie und des kirchlichen Lebens ausschrieb und die preisgekrönten Arbeiten veröffentlichte.[8]
- Noch kurz vor seinem Tod erhielt er am 2. Dezember 1844 ein Diplom aus Kassel, durch das der Verein für hessische Geschichte und Altertumskunde ihn zum korrespondierenden Mitglied ernannte.

## Ehrungen und Auszeichnungen
- 1823 erteilte ihm die theologische Fakultät der Universität Königsberg aus freiem Antrieb die theologische Doktorwürde.

## Schriften (Auswahl)
- Vita Laelii Socini: Specimen historico-ecclesiasticum. Lipsia: 1814.
- Denkschrift der historisch-theologischen Gesellschaft zu Leipzig: Zur Feier des dritten Jubelfestes der Reformation herausgegeben. Leipzig: Vogel, 1817.
- Der Werth der christlichen Dogmengeschichte. Leipzig: 1817.
- Historisch-theologische Abhandlungen: Zweite Denkschrift der historisch-theologischen Gesellschaft zu Leipzig. Leipzig: Vogel, 1819.
- Die Verklärung des irdischen Lebens durch das Evangelium. Leipzig, 1823.
- Symbolarum ad vitam et doctrinam Laelii Socini illustrandam Particula I. et II.: Commentatio hist.-theol. Leipzig: 1826.
- Memoria utriusque catechismi Lutheri.
  - Commentatio 1. Lipsiae 1829.
  - Commentatio 2. Lipsiae 1829.
  - Commentatio 3. Lipsiae 1830.
  - Commentatio 4. Lipsiae 1830.
- Ex Collegio Philobiblico Lipsiensi primis sub eius origine temporibus duo alia eiusdem nominis collegia in hac ipsa Academia prodiisse, probatur. Lipsiae 1837.
- Historiae Collegii Philobiblici Lipsiensis.
  - Band 1. Lipsiae: 1837.
  - Band 2. Lipsiae: 1837.
  - Band 3. Lipsiae: 1840.
  - Band 4. Lipsiae: 1841.
- Zeitschrift für die historische Theologie.